# Chloropella bipartita
Chloropella bipartita är en tvåvingeart som beskrevs av Malloch 1925. Chloropella bipartita ingår i släktet Chloropella och familjen fritflugor. Inga underarter finns listade i Catalogue of Life.